# Chile en la Copa Mundial de Fútbol de 1950
La selección de Chile fue uno de los 13 países participantes de la Copa Mundial de Fútbol de 1950, que se realizó en Brasil.
Chile jugaría por clasificatorias en el Grupo 7 ante Argentina y Bolivia, pero el retiro de los argentinos permitió que Chile clasificara automáticamente a su segundo mundial.
En el mundial, Chile sorteó en el Grupo B que fue bastante complicado junto a Inglaterra (que debutaba en la Copa Mundial), España y los Estados Unidos.
En su debut ante los ingleses, Chile perdió 0 a 2 en un partido en que Inglaterra impuso su superioridad y experiencia. En el segundo partido ante España se repitió el trago amargo por el mismo marcador, lo que dejó automáticamente a Chile sin chances de clasificar a la ronda final. El último partido ante Estados Unidos en Recife, los chilenos salieron con todo y golearon a los norteamericanos por 5 a 2. Esta es la victoria más abultada de Selección de Chile en una Copa Mundial.
Entre los jugadores de Chile que formaron esta escuadra se encuentran jugadores históricos como Sergio Livingstone, que jugó en Racing en los años 40, el gran delantero del Newcastle inglés Jorge Robledo, Fernando Riera, quién sería posteriormente Director Técnico de la selección de 1962, Atilio Cremaschi, entre otros.

## Clasificación

### Grupo 7
La Selección de Colombia declinó participar en las clasificatorias y la Selección de Argentina se retiró, debido a esto las selecciones de Chile y de Bolivia se clasificaron automáticamente para el certamen mundial.
| Equipo    | Pts | PJ | PG | PE | PP | GF | GC | Dif |
| --------- | --- | -- | -- | -- | -- | -- | -- | --- |
| Bolivia   | 0   | 0  | 0  | 0  | 0  | 0  | 0  | 0   |
| Chile     | 0   | 0  | 0  | 0  | 0  | 0  | 0  | 0   |
| Argentina | -   | -  | -  | -  | -  | -  | -  | -   |

| Bandera de Bolivia |  | Bandera de Chile |
| Bolivia            |  | Chile            |

## Jugadores
| #     | Región | Nombre             | Posición           | Edad               | Club                 |
| ----- | ------ | ------------------ | ------------------ | ------------------ | -------------------- |
|       |        | Andrés Prieto      | Delantero          | 21                 | Universidad Católica |
|       |        | Arturo Farías      | Defensa            | 22                 | Colo-Colo            |
|       |        | Atilio Cremaschi   | Delantero          | 27                 | Unión Española       |
|       |        | Carlos Ibáñez      | Delantero          | 18                 | Magallanes           |
|       |        | Carlos Rojas       | Mediocampista      | 21                 | Unión Española       |
|       |        | Fernando Campos    | Delantero          | 28                 | Santiago Wanderers   |
|       |        | Fernando Riera     | Delantero          | 29                 | Universidad Católica |
|       |        | Fernando Roldán    | Defensa            | 28                 | Universidad Católica |
|       |        | Francisco Urroz    | Defensa            | 29                 | Colo-Colo            |
|       |        | Guillermo Díaz     | Delantero          | 19                 | Santiago Wanderers   |
|       |        | Hernán Carvallo    | Mediocampista      | 27                 | Universidad Católica |
|       |        | Jorge Robledo      | Delantero          | 24                 | Newcastle United     |
|       |        | Luis Mayanés       | Mediocampista      | 25                 | Universidad Católica |
|       |        | Manuel Álvarez     | Defensa            | 22                 | Universidad Católica |
|       |        | Manuel Machuca     | Defensa            | 26                 | Colo-Colo            |
|       |        | Manuel Muñoz       | Delantero          | 22                 | Colo-Colo            |
|       |        | Miguel Busquets    | Mediocampista      | 29                 | Universidad de Chile |
|       |        | Miguel Flores      | Defensa            | --                 | Universidad de Chile |
|       |        | Osvaldo Saez       | Mediocampista      | 26                 | Colo-Colo            |
|       |        | Raimundo Infante   | Delantero          | 22                 | Universidad Católica |
|       |        | René Quitral       | Portero            | 29                 | Santiago Wanderers   |
|       |        | Sergio Livingstone | Portero            | 30                 | Universidad Católica |
| D. T. |        | Alberto Buccicardi | Alberto Buccicardi | Alberto Buccicardi | Alberto Buccicardi   |

## Participación

### Grupo 2
| Equipo         | Pts | PJ | PG | PE | PP | GF | GC | Dif |
| -------------- | --- | -- | -- | -- | -- | -- | -- | --- |
| España         | 6   | 3  | 3  | 0  | 0  | 6  | 1  | 5   |
| Inglaterra     | 2   | 3  | 1  | 0  | 2  | 2  | 2  | 0   |
| Chile          | 2   | 3  | 1  | 0  | 2  | 5  | 6  | -1  |
| Estados Unidos | 2   | 3  | 1  | 0  | 2  | 4  | 8  | -4  |

| 25 de junio de 1950, 15:00 | Inglaterra                  | 2:0 (1:0) | Chile | Estádio Maracaná, Río de Janeiro                               |                                                                |
|                            | Mortensen 39' · Mannion 51' | Reporte   |       | Asistencia: 29.703 espectadores Árbitro(s): Karel van der Meer | Asistencia: 29.703 espectadores Árbitro(s): Karel van der Meer |

| 29 de junio de 1950, 15:00 | España                 | 2:0 (2:0) | Chile | Estádio Maracaná, Río de Janeiro                            |                                                             |
|                            | Basora 17' · Zarra 30' | Reporte   |       | Asistencia: 19.790 espectadores Árbitro(s): Alberto Malcher | Asistencia: 19.790 espectadores Árbitro(s): Alberto Malcher |

| 2 de julio de 1950, 15:00 | Chile                                                     | 5:2 (2:0) | Estados Unidos                | Estádio Ilha do Retiro, Recife                            |                                                           |
|                           | Robledo 16' · Cremaschi 32', 60' · Prieto 54' · Riera 82' | Reporte   | Wallace 47' · Maca 48' (pen.) | Asistencia: 8.501 espectadores Árbitro(s): Mário Gardelli | Asistencia: 8.501 espectadores Árbitro(s): Mário Gardelli |

## Estadísticas

### Posición final
| Equipo | Equipo         | Pts | PJ | PG | PE | PP | GF | GC | Dif | Rend  |
| ------ | -------------- | --- | -- | -- | -- | -- | -- | -- | --- | ----- |
| 1      | Uruguay        | 7   | 4  | 3  | 1  | 0  | 15 | 5  | +10 | 87,5% |
| 2      | Brasil         | 9   | 6  | 4  | 1  | 1  | 22 | 6  | +16 | 75,0% |
| 3      | Suecia         | 5   | 5  | 2  | 1  | 2  | 11 | 15 | -4  | 50,0% |
| 4      | España         | 7   | 6  | 3  | 1  | 2  | 10 | 12 | -2  | 58,3% |
| 5      | Yugoslavia     | 4   | 3  | 2  | 0  | 1  | 7  | 3  | +4  | 66,7% |
| 6      | Suiza          | 3   | 3  | 1  | 1  | 1  | 4  | 6  | -2  | 50,0% |
| 7      | Italia         | 2   | 2  | 1  | 0  | 1  | 4  | 3  | +1  | 50,0% |
| 8      | Inglaterra     | 2   | 3  | 1  | 0  | 2  | 2  | 2  | 0   | 33,3% |
| 9      | Chile          | 2   | 3  | 1  | 0  | 2  | 5  | 6  | -1  | 33,3% |
| 10     | Estados Unidos | 2   | 3  | 1  | 0  | 2  | 4  | 8  | -4  | 33,3% |
| 11     | Paraguay       | 1   | 2  | 0  | 1  | 1  | 2  | 4  | -2  | 25,0% |
| 12     | México         | 0   | 3  | 0  | 0  | 3  | 2  | 10 | -8  | 0,0%  |
| 13     | Bolivia        | 0   | 1  | 0  | 0  | 1  | 0  | 8  | -8  | 0,0%  |

### Goleadores
| Jugador          | Total |
| ---------------- | ----- |
| Atilio Cremaschi | 2     |
| Jorge Robledo    | 1     |
| Fernando Riera   | 1     |
| Andrés Prieto    | 1     |